# Drosophila paucipuncta
Drosophila paucipuncta är en tvåvingeart som beskrevs av Grimshaw 1901. Drosophila paucipuncta ingår i släktet Drosophila och familjen daggflugor.
Artens utbredningsområde är Hawaii.